# Pałac w Niezdowie
Pałac w Niezdowie – zabytkowy pałac w miejscowości Niezdów (województwo lubelskie).
Pałac zbudowany latach 1776-1804 przez Aleksandra Lubomirskiego (zm. 1804), żonatego z Rozalią Lubomirską, właściciela pobliskiego Opola Lubelskiego. Piętrowy portyk z czterema kolumnami jońskimi, który wyprzedzają schody, zwieńczony jest trójkątnym tympanonem z herbem Szreniawa bez Krzyża. 
Pałac jest częścią zespołu pałacowo-parkowego z końca XVIII w., przebudowanego w 1905, w skład którego wchodzą:
- dwie oficyny
- park z dziedzińcem[1]

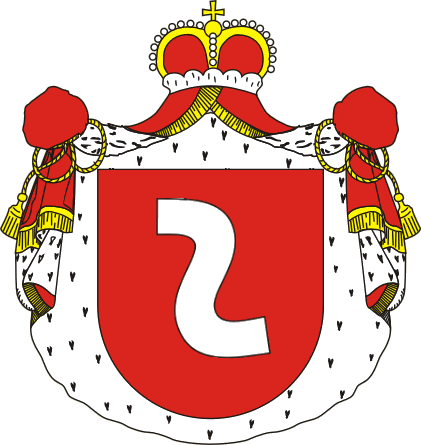
Herb Szreniawa bez Krzyża